# 宇文鍾
宇文鍾（1470年—？），字伯秀，陝西西安府乾州人，軍籍，明朝政治人物。

## 生平
弘治八年（1495年）乙卯科陝西鄉試第十一名舉人。弘治十五年（1502年）中式壬戌科會試第二百八十名，三甲第八名進士。授太原府推官，正德二年四月选授廣西道试監察御史，三年山东巡盐。四年四月考察以才力不及，降为知縣。五年八月以劉瑾之黨，革职为民。

## 家族
曾祖宇文舉；祖父宇文亨；父宇文靖，推官。母周氏；繼母郭氏。具庆下。弟宇文鏞（贡士）。